# Josefin Thor
Josefin Thor, tidigare Nordstierna 28 augusti 1979, är en tidigare programledare för SVT:s barnprogram Bolibompa. Hon kommer från tätorten Hällekis.
Hon arbetar som art director och formgivare av inredningsföremål i sten under namnet Stenhuggardottern.